# Herøya

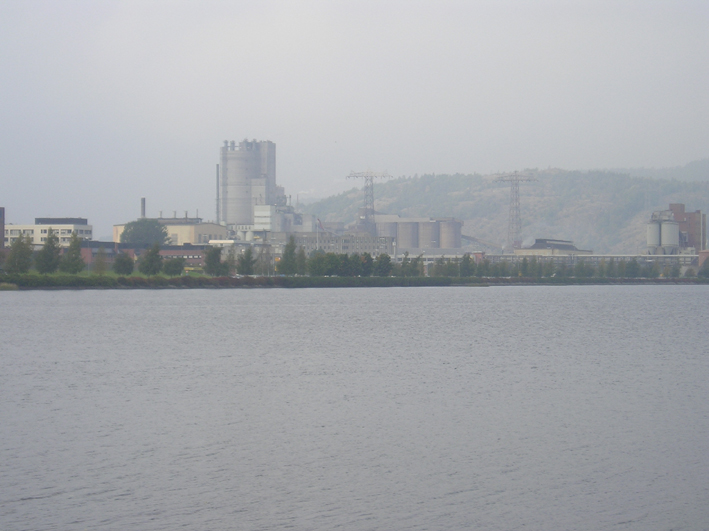
Norsk Hydros industriområde på Herøya

Herøya är en halvö i Porsgrunns kommun i Norge. Den är belägen mellan Frierfjord i väster och Gunneklevfjord i öster, vid floden Telemarksvassdragets mynning.
Norsk Hydro har sedan 1920-talets slut ett industriområde på Herøya. Där tillverkades konstgödsel vilket kräver mycket elenergi. Fabriken placerades på Herøya bland annat för att tillgången till råvaran kalksten var god. Tidigare hade fabrikerna placerats nära möjligheter till elförsörjning som vid Notodden och Rjukan men på 1920-talet hade tekniken att distribuera elektricitet förbättrats. Under den tyska ockupationen av Norge under andra världskriget började Norsk Hydro bygga en fabrik för framställning av aluminium och magnesium. Det gjordes i samarbete med det tyska flygvapnet Luftwaffe och den tyska krigsindustrin. År 1943 bombades området av amerikanska bombplan, bomberna förstörde fabriken och dödade över 50 civila på och utanför området.
Herøya har därefter byggts ut till ett komplex av fabriker. Det från Norsk Hydro avknoppade Yara International driver handelsgödselfabriken, medan flera andra företag har andra anläggningar i vad som idag är Herøya företagspark.